# Hipolit Rimski
Sveti Hipolit, protipapež, filozof in cerkveni oče, mučenec in svetnik Rimskokatoliške cerkve, * 170 n. št., Rim, (Italija, Rimsko cesarstvo); † 13. avgust 235, Sardinija. 

### Nauk in učenje
Hipolit se ni strinjal z odločbo papeža Zefirina, ki pravi: »Odpadli kristjani in drugi veliki grešniki so lahko sprejeti nazaj v Cerkev po opravljeni določeni pokori« in je učil, da trije veliki grehi niso odpustljivi in sicer: prešuštvo, umor in odpad od vere.

### Hipolit kot protipapež (217-235)
Kalist se je moral boriti proti nekaterim zmotam in krivim naukom ter prenašati tudi Hipolita, ki se je v mladosti sicer zagnano boril zoper eno herezijo, je zaradi svojega rigorizma zapadel v drugo; na koncu življenja pa se je spreobrnil in umrl kot mučenec skupaj s papežem Poncijanom, ki ga je sprejel nazaj v cerkveno občestvo. Hipolit je bil sicer učen teolog, vendar mu je manjkalo ponižnosti. Zato se je dal najprej posvetiti za rimskega škofa  in kot takega torej za papeža. Na tem položaju je ostal skoraj vse do svoje smrti za časa treh pravih papežev: Kalista, Urbana in Poncijana. 

### Cerkveni pisatelj
Hipolit je bil plodovit pisatelj. Njegova najbolj znana stvaritev je Druga evharistična molitev. Po Tridentinskem vesoljnem cerkvenem zboru je bila v rimskem obredu v veljavi samo ena evharistična molitev vse do Drugega vatikanskega vesoljnega cerkvenega zbora in sicer sedanja Prva evharistična molitev. Po bogoslužni obnovi Pavla VI.  so bile dodane v sveto mašo še tri osrednje evharistične molitve in še nekaj drugih. Avtor druge in tudi najkrajše evharistične molitve ali mašnega kánona je prav Hipolit Rimski. 

## Smrt in češčenje
Na Sardiniji se je Poncijan v izgnanstvu na otoku Tavolara 28. septembra 235 odpovedal službi rimskega škofa. Takrat se je odpovedal protipapeštvu tudi Hipolit in se v skupnem hudem trpljenju spravil s Cerkvijo. Oba sta kmalu nato umrla zaradi nečloveških razmer v svinčenih rudnikih in izgnanstvu. Hipolitovo in Poncijanovo truplo so prenesli v Rim in ju v času Fabijana (236-250) pokopali v Kalistovih katakombah.
V Rimskokatoliški cerkvi god 13. avgusta; pravoslavne Cerkve pa slavijo njegov god 30. januarja.

### Ocena
Čeprav je Hipolit imel papeža Zefirina za neizobraženega in neveščega v cerkvenih zadevah, je večina rimskih duhovnikov bila na njegovi strani. Med nastalim preganjanjem je bil vernikom in duhovnikom tolažnik in varuh. V spisu „Octavius” ga njegov sodobnik Minucius Felix poveličuje kot dobrega in sposobnega papeža.
Večkrat so Hipolita Rimskega zamenjali z istoimenim svetnikom Hipolitom Portovskim iz Porta v Italiji, ki pa goduje 22. avgusta in je zato koledarska reforma 1969. leta postavila stvari na pravo mesto.